# NCIS: Hawaiʻi
Pour les articles homonymes, voir NCIS.
NCIS : Nouvelle-Orléans NCIS: Sydney
NCIS: Hawaiʻi est une série télévisée américaine en 54 épisodes de 42 minutes créée par Christopher Silber, Jan Nash et Matt Bosack, et diffusée entre le 20 septembre 2021 et le 6 mai 2024 sur le réseau CBS et en simultané sur le réseau Global au Canada.
C'est la quatrième série de la franchise NCIS.
Au Québec, la série est diffusée depuis le 12 avril 2022 sur Vrak, depuis le 8 septembre 2022 sur Crave puis en clair depuis le 11 avril 2023 sur Noovo. En France, la série est diffusée depuis décembre 2022 sur la plateforme Salto, avant sa diffusion sur M6, qui intervient dès le 18 février 2023.

## Synopsis
L'agent spécial Jane Tennant dirige une équipe d'agents du Naval Criminal Investigative Service. Elle est la première femme à occuper ce poste. Elle et son équipe travaillent au bureau de Pearl Harbor sur l'île d'Oahu à Hawaï. Ils enquêtent sur des crimes liés à l'armée et à la sécurité nationale.

## Distribution

### Acteurs principaux
- Vanessa Lachey (VF : Claire Morin) : Jane Tennant, première femme agent spécial responsable du NCIS: Hawai’i.
- Alex Tarrant (VF : Baptiste Marc) : Kai Holman, nouvel agent du NCIS dans l'équipe revenu à Hawaï pour s'occuper de son père
- Noah Mills (VF : Thomas Roditi) : Jesse Boone, confident et second de Tennant. Boone est un ancien détective de la criminelle à Washington, qui connaît bien les sentiers de randonnée des îles.
- Yasmine Al-Bustami (VF : Aurélie Konaté) : Lucy Tara, agent de terrain junior du NCIS: Hawaiʻi et petite amie de Whistler
- Jason Antoon (en) (VF : Mathieu Buscatto) : Ernie Malik, spécialiste du cyberespionnage au sein du NCIS: Hawai’i
- Tori Anderson (VF : Hélène Bizot) : Kate Whistler, officier de la Defense Intelligence Agency puis agent du FBI, et petite amie de Lucy
- Kian Talan (VF : Andrea Santamaria) : Alex Tennant, aîné des enfants de Jane

### Acteurs récurrents
- Enver Gjokaj (VF : Jérémy Prévost) : capitaine Joe Milius, chef d'état-major adjoint du commandant de la flotte du Pacifique
- Sharif Atkins (VF : Raphaël Cohen) : sergent d'artillerie Norman « Boom Boom » Gates
- Mahina Napoleon (VF : Iliana Sakji) : Julie Tennant, plus jeune fille de Jane
- Julie White (VF : Marie-Martine) : Maggie Shaw, mentor et amie de Jane
- Seana Kofoed (en) (VF : Bénédicte Charton) : Carla Chase, médecin légiste
- Anthony Ruivivar (VF : Luc Boulad) : Daniel Tennant

### Invités
- Beulah Koale (en) : David Sola, spécialiste néo-zélandais du renseignement
- Mark Gessner (en) (VF : Cédric Ingard) : Agent Neil Pike

### Invités deNCIS: Enquêtes spéciales
- Wilmer Valderrama : Nick Torres, agent spécial du NCIS (saisons 1 et 2, 2 épisodes)
- Katrina Law (VF : Laetitia Laburthe-Tolra) : Jessica Knight, agent spécial du NCIS (saisons 1 et 2, 2 épisodes)
- Gary Cole (VF : Philippe Vincent) : Alden Parker, chef d'équipe du NCIS à Washington (saisons 1 et 2, 3 épisodes)
- Diona Reasonover : Kasie Hines, experte scientifique du NCIS (saisons 1 et 2, 2 épisodes)
- Brian Dietzen : Jimmy Palmer, médecin légiste en chef du NCIS (saison 2, 2 épisodes)

### Invités deNCIS: Los Angeles
- Chris O'Donnell : Grisha Callen, chef d'équipe du NCIS à Los Angeles (saison 2, épisode 10)
- LL Cool J (VF : Sydney Kotto) : Sam Hanna, agent du NCIS à Los Angeles (invité saison 2 puis récurrent saison 3)

 Source et légende : version française (VF) sur RS Doublage et Doublage Séries Database

## Production

### Organisation
Le 16 février 2021, plusieurs médias annoncent qu'une nouvelle série de la franchise NCIS est en cours de préparation. Le décor de cette nouvelle série devrait se situer à Hawaï. Le 23 avril 2021, CBS confirme l'information pour une diffusion à la rentrée 2021. Pour la première de l'histoire des séries NCIS, c'est une femme qui devrait diriger le service, Jane Tennant. La série sera diffusée sans passer par un épisode d'introduction dans une autre série de la franchise.
L'équipe NCIS d'Hawaï est dirigée par l'agent spécial Jane Tennant, la première femme responsable de l'équipe. Elle est une mère célibataire qui doit jongler en permanence entre son rôle de maman et son devoir envers son pays.
L'équipe de Jane Tennant inclut Lucy, enquêtrice junior, et Ernie, expert en cyberintelligence capable de tracer n'importe quelle adresse IP ou d'établir le profil d'un suspect à l'aide uniquement de ses réseaux sociaux.
Le 3 janvier 2021, il est annoncé qu'un crossover est en préparation entre NCIS et NCIS : Hawaï, l'épisode est diffusé le 28 mars et voit quatre acteurs principaux de NCIS apparaitre dans le 18e épisode (T'N'T), soit Wilmer Valderrama, Diona Reasonover, Gary Cole et Katrina Law, qui a également joué dans Hawaii 5-0.
Vanessa Lachey, elle, apparaitra dans l'épisode 17 de la saison 19 de NCIS qui est la première partie du crossover.
Le 31 mars 2022, la série est renouvelée pour une deuxième saison.
Le 3 août 2022, on apprend que le début de saison de NCIS et NCIS : Hawai'i commencerait par un crossover entre les deux séries. Il est diffusé le 19 septembre 2022. Il voit Jason Antoon et Vanessa Lachey faire le voyage à Washington DC, tandis que Gary Cole, Brian Dietzen, Diona Reasonover et Katrina Law font le voyage à Hawaï.
Le 3 octobre 2022, il est annoncé qu'un méga crossover serait diffusé et qu'il regrouperait les équipes du NCIS de Washington, Hawaï et Los Angeles. Le 11 novembre, on apprend que l'épisode sera diffusé le 3 janvier 2023. Il est finalement repoussé au 9 janvier 2023.
Le 21 février 2023, la série est renouvelée pour une troisième saison.
Le 26 avril 2024, la série est annulée après trois saisons. Le dernier épisode est diffusé le 6 mai 2024.

### Attribution des rôles
Le 7 avril 2021, CBS cherchait à avoir une femme à la tête de l'équipe de NCIS: Hawai’i, devenant ainsi la première série de la franchise à le faire. Le personnage principal féminin a été provisoirement nommé Jane Tennant et la distribution pour le rôle, ainsi que pour d’autres personnages principaux, ont commencé à peu près à la même époque.
Le 30 avril 2021, Vanessa Lachey est annoncée comme la première actrice régulière de la série dans le rôle de Jane Tennant. Dans le même temps, Yasmine Al-Bustami et Jason Antoon (en) sont également confirmés les rôles de Lucy et Ernie, respectivement.
Le 17 mai 2021 Il est ensuite annoncé que Noah Mills rejoint la distribution sous le nom de Jesse.
Le 3 juin 2021, Tori Anderson et Kian Talan sont confirmés dans les rôles de Kate Whistler et Alex.
Le 8 juillet 2021, Alex Tarrant rejoint la distribution principale dans le rôle de Kai et Enver Gjokaj dans le rôle de Joe Milius.
L'ancienne star de Hawaii 5-0, Beulah Koale, a été choisie comme invitée dans le premier épisode en deux parties de la série.
Le 22 mai 2023, LL Cool J rejoint la série en tant que personnage récurrent dans la troisième saison. Il y reprend le rôle de Sam Hanna dans NCIS : Los Angeles.

### Tournage
La série devait utiliser les installations de production construites pour Hawaii 5-0, qui a pris fin en 2020. Pour l’épisode pilote, Larry Teng assure la réalisation, tandis que Yasu Tanida assure le travail cinématographique. Le tournage de la série a commencé dans un endroit tenu secret sur la côte nord d’Oahu, avec une bénédiction traditionnelle hawaïenne le 16 juin 2021. Deux jours plus tard, le 18 juin, le tournage a eu lieu sur la Joint Base Pearl Harbor–Hickam. Le tournage des deux premiers épisodes a pris fin le 22 juillet.
Le 25 janvier 2022, Koale et Tarrant ont tous deux joué un haka sur le tournage de NCIS Hawai’i pour honorer le travail que l’équipe a fait pendant le tournage de la première saison.
Après la grève de la Writers Guild of America de 2023, le tournage de la troisième saison a repris le 4 décembre 2023.

## Épisodes

### Première saison (2021-2022)
La première saison est diffusée du 20 septembre 2021 au 23 mai 2022.
1. Aloha (Pilot)
2. Braquage (Boom)
3. La Recrue (Recruiter)
4. Au nom du fils (Paniolo)
5. Faux-semblants (Gaijin)
6. Double vie (The Tourist)
7. De l'ombre à la lumière (Rescuers)
8. Retour aux sources (Legacy)
9. L'Imposteur (Impostor)
Dédié aux victimes et survivants de l'attaque de Pearl Harbor
10. Meurtre sur les docks (Lost)
11. Coup de poker (The Game)
12. Bons baisers de Chine, 1re partie (Spies, Part 1)
13. Bons baisers de Chine, 2e partie (Spies, Part 2)
14. Rupture (Broken)
15. Kidnapping en haute mer (Pirates)
16. Les Liens du sang (Monster)
17. La Faille (Breach)
18. T'N'T (T'N'T)
Conclusion du crossover ayant débuté dans NCIS S19E17 - Le Poids du secret
19. Le Cri d'une lionne (Nurture)
20. Dans la ligne de mire (Nightwatch)
21. Le Pouvoir de l'amour (Switchback)
22. Sur le fil (Ohana)

### Deuxième saison (2022-2023)
La deuxième saison est diffusée du 19 septembre 2022 au 22 mai 2023.
1. Manipulations (Prisoners' Dilemma)
Conclusion du crossover ayant débuté dans NCIS S20E01 - Voron
2. À bout de course (Blind Curves)
3. Insoupçonnable (Stolen Valor)
4. Mauvais esprits (Primal Fear)
5. La Chute (Sudden Death)
6. Un passé si présent (Changing Tides)
7. Disparition (Vanishing Act)
8. Meurtre en coulisses (Curtain Call)
9. Pièce manquante (Desperate Measures)
10. Traque à Hawaï (Deep Fake)
2e partie d'un crossover ayant débuté dans NCIS S20E10 - L'Affaire Dale Harding et concluant dans NCIS: Los Angeles S14E10 - Vivre et mourir à Los Angeles.
11. Le Sens de l'honneur (Rising Sun)
12. Sous le feu (Shields Up)
13. Affaire de famille (Misplaced Targets)
14. Sans un bruit (Silent Invasion)
15. Le Bon samaritain (Good Samaritan)
16. Arrête-moi si tu peux (Family Ties)
17. Protection rapprochée (Money Honey)
18. Crash (Bread Crumbs)
19. Rêve d’enfance (Cabin Fever)
20. Amnésie (Nightwatch Two)
21. Le Prix à payer, 1re partie (Past Due)
22. Le Prix à payer, 2e partie (Dies Irae)

### Troisième saison (2024)
Elle est diffusée depuis le 12 février 2024.
1. Le Chat et les souris (Run and Gun)
2. Le Chimiste (Crash and Burn)
3. L'Amour du risque (License to Thrill)
4. Morte à l'arrivée (Dead on Arrival)
5. Servir et protéger (Serve and Protect)
6. Opération Lapin rouge (Operation Red Rabbit)
7. Instinct de survie (The Next Thousand)
8. Dans la nature (Into Thin Air)
9. Confidences empoisonnées (Spill the Tea)
10. Divisés pour mieux régner (Divided We Conquer)

## Audiences
La meilleure audience de la série est atteinte avec le douzième épisode de la saison 1, diffusé le 23 janvier 2022, avec une audience de 9,79 millions de téléspectateurs, l'épisode étant diffusé juste après un match de football américain.
La pire audience de la série est atteinte avec le onzième épisode de la saison 2, diffusé le 19 janvier 2023, avec une audience de 4,33 millions de téléspectateurs.
La première saison a été vue par une moyenne de 8,28 millions de téléspectateurs en J+7, ce qui place la première saison au 14e rang des séries télévisées les plus vues aux États-Unis.
Le deuxième saison a été vue par une moyenne de 7,53 millions de téléspectateurs en J+7, ce qui place la deuxième saison au 16e rang des séries télévisées les plus vues aux États-Unis.